# CIA
Središnja obavještajna agencija (eng. Central Intelligence Agency, CIA) je obavještajna služba Sjedinjenih Američkih Država, u čijoj se nadležnosti primarno nalazi prikupljanje i analiza podataka o stranim vladama, korporacijama i pojedincima, odnosno davanje takvih podataka raznim drugim odjelima vlade. Ostala područja djelovanja uključuju protuterorističku djelatnost, propagandu, odnosi s javnošću, prikriveno u kojima služi kao skrivena ruka vlade SAD-a u tzv. tajnim operacijama, od kojih su neke često na rubu zakona, pod okriljem predsjednika. Potonja je uloga veliki izvor kontroverzi vezanih uz CIA-u.
Sjedište agencije se nalazi u mjestu Langley u Virginiji, nekoliko milja od rijeke Potomac i glavnog grada Washingtona. CIA je središnji dio američke obavještajne zajednice, koju danas vodi ravnatelj nacionalnih obavještajnih službi (DNI). Ulozi CIA-e približno su srodne MI6 u Velikoj Britaniji,  Izraelski Mossad, BND u Njemačkoj i dr.

## Misija
Prema proračunu za 2013. godinu, CIA ima pet prioriteta: 
- Protuterorizam, glavni prioritet
- Sprječavanje širenja nuklearnog i drugog oružja za masovno uništenje
- Upozoravanje / obavještavanje američkih vođa o važnim prekomorskim događajima
- Protuobavještajna služba
- Kibernetička inteligencija

## Ustroj
CIA ima izvršni ured i pet glavnih uprava:
- Uprava za digitalne inovacije
- Uprava za analizu
- Uprava za operacije
- Uprava za potporu
- Uprava za znanost i tehnologiju

## Ravnatelji
- Ravnatelji Središnjih obavještajnih službi (eng.: Director of Central Intelligence) od 1946. do 2006. godine:

| Ravnatelj                       | Razdoblje     |
| ------------------------------- | ------------- |
| Admiral Sidney W. Souers        | 1946. – 1946. |
| General Hoyt S. Vandenberg      | 1946. – 1947. |
| Admiral Roscoe H. Hillenkoetter | 1947. – 1950. |
| General Walter B. Smith         | 1950. – 1953. |
| Allen W. Dulles                 | 1953. – 1961. |
| John A. McCone                  | 1961. – 1965. |
| Admiral William F. Raborn       | 1965. – 1966. |
| Richard M. Helms                | 1966. – 1973. |
| James R. Schlesinger            | 1973. – 1973. |
| General Vernon A. Walters*      | 1973. – 1973. |
| William E. Colby                | 1973. – 1976. |
| George H. W. Bush               | 1976. – 1977. |
| E. Henry Knoche*                | 1977. – 1977. |
| Admiral Stansfield Turner       | 1977. – 1981. |
| William J. Casey                | 1981. – 1987. |
| Robert M. Gates*                | 1986. – 1987. |
| William H. Webster              | 1987. – 1991. |
| Richard J. Kerr*                | 1991. – 1991. |
| Robert M. Gates                 | 1991. – 1993. |
| Admiral William O. Studeman*    | 1993. – 1993. |
| R. James Woolsey                | 1993. – 1995. |
| Admiral William O. Studeman*    | 1995. – 1995. |
| John M. Deutch                  | 1995. – 1996. |
| George J. Tenet                 | 1996. – 2004. |
| John E. McLaughlin*             | 2004. – 2004. |
| Porter J. Goss                  | 2004. – 2005. |

- Ravnatelji Središnje obavještajne agencije (eng.: Director of Central Intelligence Agency) od 2006. godine:

| Ravnatelj              | Razdoblje     |
| ---------------------- | ------------- |
| Porter Goss            | 2005. – 2006. |
| General Michael Hayden | 2006. – 2009. |
| Leon Panetta           | 2009. – 2011. |
| Michael Morell*        | 2011. – 2011. |
| General David Petraeus | 2011. – 2012. |
| Michael Morell*        | 2012. – 2013. |
| John Brennan           | 2013. – 2017. |
| Meroe Park*            | 2017. – 2017. |
| Mike Pompeo            | 2017. – 2018. |
| Gina Haspel            | 2018. -       |

- (* označava vršitelja dužnosti)

## Poveznice
- MI6, britanska obavještajna služba
- Mossad, Izraelska obavještajna služba
- SOA, hrvatska sigurnosno-obavještajna služba

## Vanjske poveznice
- Službena stranica (engl.)

|  | Zajednički poslužitelj ima još gradiva o temi CIA |